# Турјански
Турјански је насељено мјесто у Лици, у општини Врховине, Личко-сењска жупанија, Република Хрватска.

## Географија
Турјански је од Врховина удаљен око 12 км југоисточно.

## Историја
До територијалне реорганизације у Хрватској насеље се налазило у саставу бивше општине Оточац. Турјански се од распада Југославије до августа 1995. године налазио у Републици Српској Крајини.

## Култура
У Турјанском се налазио храм Српске православне цркве Успења Пресвете Богородице, након Другог свјетског рата храм је остао неоштећен, али се због неодржавања сам урушио. Припада парохији Горње Врховине у Архијерејском намјесништву личком Епархије Горњокарловачке.

## Становништво
Према попису из 1991. године, насеље Турјански је имало 269 становника, међу којима је било 259 Срба, 1 Хрват и 5 Југословена. Према попису становништва из 2001. године, Турјански је имао 82 становника. Турјански је према попису из 2011. године имао 110 становника.
| Националност       | 1991. | 1981. | 1971. | 1961. |
| Срби               | 259   | 331   | 423   |       |
| Хрвати             | 1     | 4     | 4     |       |
| Југословени        | 5     | 6     |       |       |
| остали и непознато | 4     | 1     | 1     |       |
| Укупно             | 269   | 342   | 428   | 543   |

| Демографија | Демографија | Демографија |
| Година      | Становника  | Становника  |
| ----------- | ----------- | ----------- |
| 1961.       | 543         |             |
| 1971.       | 428         |             |
| 1981.       | 342         |             |
| 1991.       | 269         |             |
| 2001.       | 82          |             |
| 2011.       |             | 110         |

### Презимена
- Хинић
- Машић
- Агбаба
- Божичковић
- Ћурчић
- Наранчић
- Бобић
- Божић
- Мирковић
- Аралица
- Хркаловић
- Бракус
- Лукић
- Свилар
- Стојановић
- Дивјак
- Крајновић
- Скенџић
- Грозданић
- Ивановић

## Попис 1991.
На попису становништва 1991. године, насељено место Турјански је имало 269 становника, следећег националног састава:
| Попис 1991.‍  | Попис 1991.‍  | Попис 1991.‍ | Попис 1991.‍ | Попис 1991.‍ |
| ------------ | ------------ | ----------- | ----------- | ----------- |
|              |              |             |             |             |
| Срби         | Срби         |             | 259         | 96,28%      |
| Југословени  | Југословени  |             | 5           | 1,85%       |
| Хрвати       | Хрвати       |             | 1           | 0,37%       |
| неопредељени | неопредељени |             | 3           | 1,11%       |
| непознато    | непознато    |             | 1           | 0,37%       |
| укупно: 269  |              |             |             |             |